# 达能

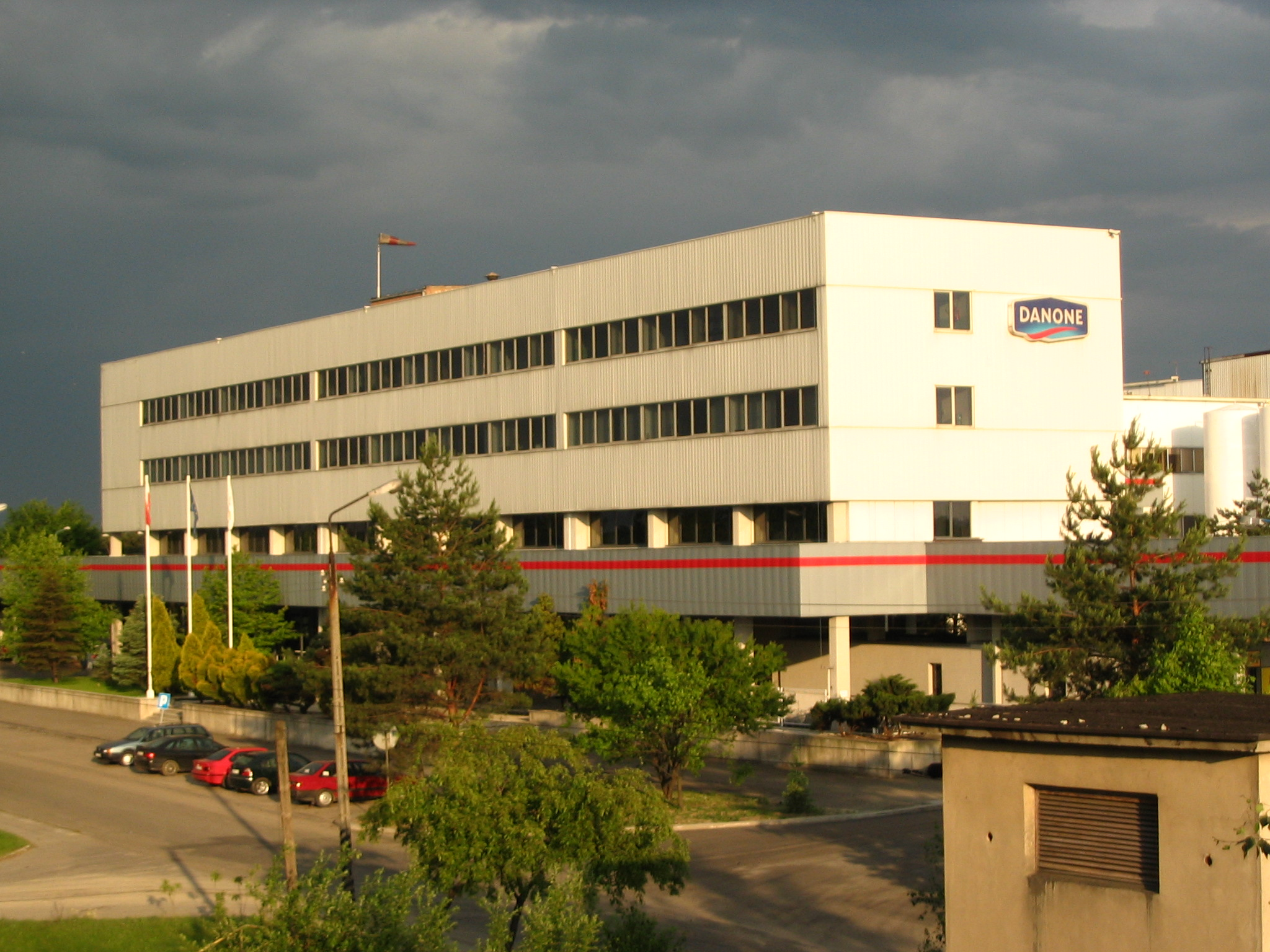
位於波蘭別倫的達能廠房

达能集團（英語：Groupe Danone）是一家总部位于法国巴黎、成立于西班牙巴塞罗那的跨国性食品公司。该公司在巴黎泛欧交易所上市，是CAC40股票市场指数的组成部分。

## 历史
公司是于1919年由伊萨克·卡拉索在西班牙巴塞罗那创立，名字来源于创始人儿子丹尼尔（Daniel）的昵称。十年后，达能在法国开设第一家工厂。二次大战時，卡拉索把公司搬到美国纽约。1958年，达能回到法国，于巴黎设公司总部，一直至今。
2007年7月3日，以53億歐元（72億美元）現金出售餅乾業務予美國卡夫。
2007年7月9日，以123億歐元收購全球最大嬰兒食品厂皇家紐密科（Royal Numico NV）。
2009年9月30日，达能与娃哈哈就两者合资企业股权事宜达成协议，达能将把所持合资企业51%股权售予娃哈哈。1996年达能与娃哈哈成立五家合资公司，达能占51％股权，当时曾有约定中方不能经营与生产与合资公司有竞争的产品。之后娃哈哈又在全国各地成立了数十家食品公司，资产和收入远超过合资企业。在达能要求收购这些食品公司51％股权未果后，达能与娃哈哈的矛盾公开化，达能2007年向瑞典斯德哥尔摩商会仲裁院提出仲裁申请，娃哈哈亦在中国申请仲裁。最终娃哈哈收回了先前被达能控制的股权。
2010年7月28日，達能亞洲（Danone Asia），以約2億歐元（約合17.6億人民幣）的價格向賽富亞洲投資基金管理公司轉讓其持有的匯源果汁22.98%的股份。
2013年5月20日，蒙牛乳業最大股東中糧集團與達能集團將分別擁有51%和49%的亙達公司轉讓蒙牛8.3%股份（達能間接持有蒙牛百分之4.1股權）。完成後，中糧集團繼續擁有蒙牛約27.83％股份權益，仍然是單一最大股東。
另外，蒙牛與達能簽訂框架協議，雙方將各自對自身在中国的低溫產品業務實施重組方案，合資項目在交割時將由蒙牛與達能分別持有80%和20%。合資項目安排構成蒙牛集團視作出售蒙牛低溫子公司的20%權益，以及蒙牛集團收購達能低溫子公司，有關合資計劃仍有待內地相關部門審批。項目將會包括 12家合資公司及1家合資控股公司，蒙牛在注入低溫產品業務後，將會向達能發行股權，令達能持有每間合資公司兩成股權。而雙方簽訂的框架協議，涵蓋中國大陸、香港及澳門。
2015年12月2日達能亞洲以1.5億歐元（約12.3億港元）現金出售多美滋中國的全部股權（包括商標許可及專利許可權利）給雅士利
2016年7月8日達能以每股56.25美元現金包括債務在內斥資125億美元收購美國有機食品企業WhiteWave Foods
2017年7月4日達能以以8.75億美元的價格將美國乳品業務Stonyfield售予Lactalis。
截至2018年，達能在120個市場上銷售產品，2018年的銷售額為246.5億歐元。在2018年上半年，29％的銷售額來自特殊營養品，19％的收入來自水，52％的收入來自乳製品和植物性產品。
2018 年，達能將其在2017年收購 WhiteWave Foods(Alpro)後成立的DanoneWave子公司注入到達能北美（Danone North America）。
自2021年5月17日起,達能的新CEO將是百樂嘉利寶的老闆盛睿安。

## 旗下公司
- 達能亞洲（Danone Asia）
- 迪爾寶公司(Diépal-nsa)
- 荷蘭皇家紐密科集團
- 益力多 20.02%
- 達能高級礦泉水（亞洲）私人有限公司
- 達能紐迪希亞生命早期營養品（香港）有限公司
- 達能餅干有限公司
- WhiteWave Foods

## 旗下品牌
- 達能（鮮乳製品品牌）
- 依云（Evian）天然矿泉水
- Evian Brumi 依云天然保湿喷雾
- 富維克天然礦泉水
- 脉动 / B'lue 果味維他命水
- 益力
- 樂百氏
- 波多（Badoit）天然含气矿泉水
- AQUA（瓶裝水）
- VIT（瓶裝水）
- Villa del Sur
- Actimel（益生菌飲料）
- 多美滋
- 紐迪希亞（Nutricia）（旗下有包括Karicare奶粉）
- 牛欄牌
- 愛他美
- Gallia 佳利雅（法国Gallia奶粉是达能旗下奶粉）
- Horizon有機牛奶
- Wallaby Organic乳酪
- Earthbound Farm沙律
- Silk杏仁奶
- 達能餅乾
- 貝樂蒂
- 美樂寶
- 碧悠
- vegaone
- danimals（儿童发酵乳及奶昔）

## 在中国的投资
- 深圳達能益力泉飲品有限公司 100%
- 樂百氏 92%
- 乐百氏（广东）饮用水有限公司
- 達能乳業
- 達能餅乾
- 上海达能保鲜乳制品有限公司 45.2％
- 上海达能酸乳有限公司 45.2％
- 梅林正广和饮用水公司 51%

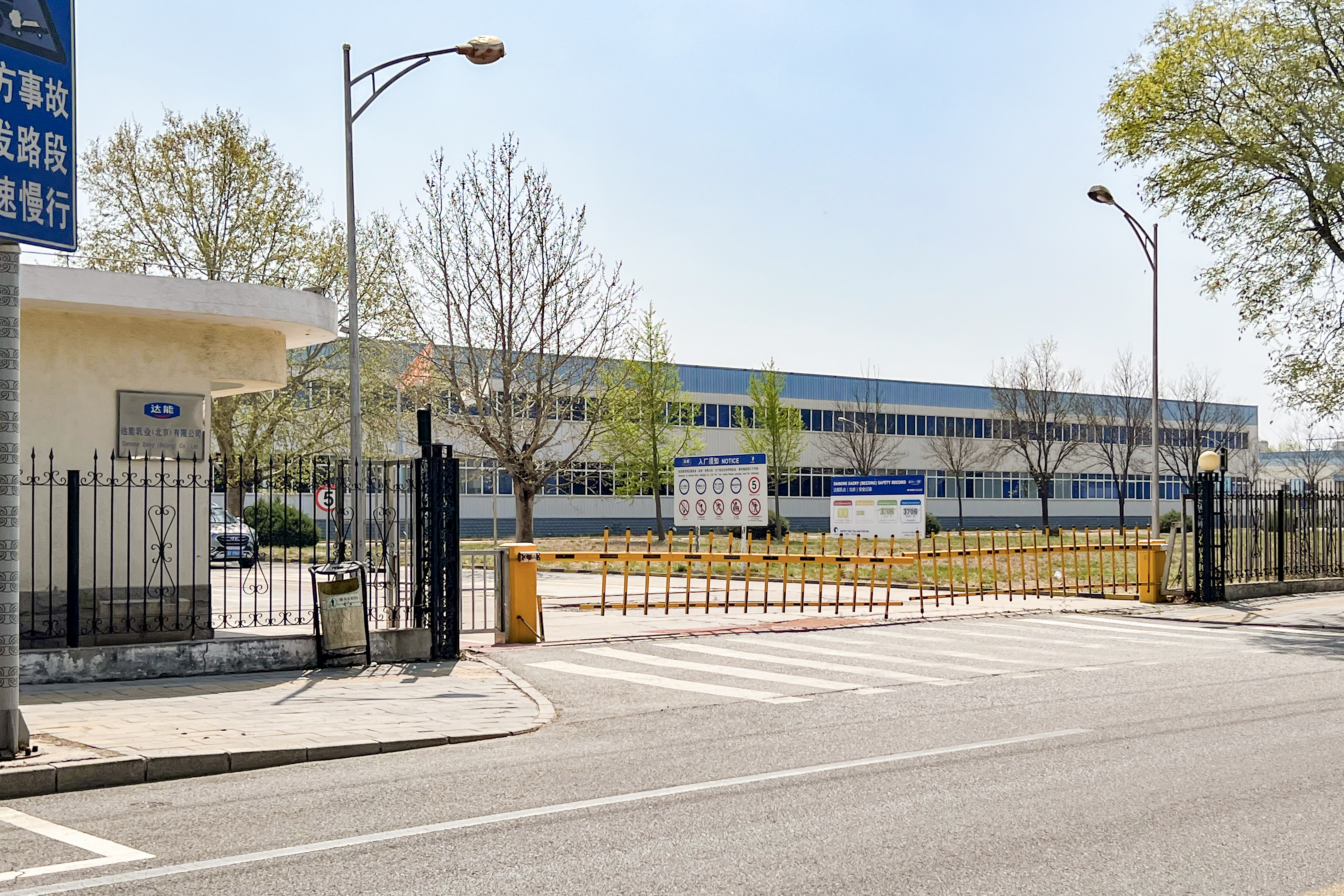
达能乳业（北京）有限公司

- 达能依云食品营销(上海)有限公司 100%
- 蒙牛集團 間接持有9.9%股權
- 雅士利 25%
- 匯源果汁22.98%
- 內蒙古蒙牛達能乳製品有限公司49%